# IBooks Author
iBooks Author è un'applicazione per la creazione di contenuti digitali, sotto forma di e-book. I documenti prodotti con tale applicazione possono essere esportati come PDF oppure essere direttamente pubblicati sull'iBooks Store di Apple.
L'applicazione è stata presentata il 19 gennaio 2012, durante un evento speciale dell'azienda, tenutosi a New York, focalizzato principalmente sul settore educativo. Contemporaneamente, Apple ha anche reso disponibile la versione 2 di iBooks ed ha aggiunto una nuova categoria nello Store dedicata ai libri scolastici. iBooks Author è disponibile gratuitamente per il download, tramite l'App Store.
Dal 2020 il software è stato dismesso, le sue funzionalità incluse in Apple Pages.

## Panoramica
Il software è incentrato sulla creazione di libri di testo, progettati per l'utilizzo su iPad. Include 6 template, ognuno dei quali vuole ricalcare i normali libri scolastici cartacei, ed è predisposto per implementare funzionalità aggiuntive, oltre alla semplice creazione di contenuti digitali. È possibile, infatti, includere nei propri libri dei cosiddetti "widget" che permettono di accedere a funzioni particolari, come la possibilità di implementare un'immagine a tre dimensioni e permettere al lettore di spostare e girare l'immagine a suo piacimento.
L'applicazione presenta un'interfaccia grafica molto simile a Pages ed a Keynote.

## Funzionalità
Ogni documento viene creato per essere "eseguito" su iPad, tramite l'applicazione iBooks. Gli editori possono modificare ogni pagina utilizzando un'interfaccia WYSIWYG, che permette la personalizzazione di caratteri, dimensioni e colori, oltre all'aggiunta di immagini. I widget permettono di implementare gallerie di immagini, video, presentazioni di Keynote, immagini interattive o in 3D e codice HTML all'interno delle pagine. Inoltre, è possibile aumentare il livello d'interattività del libro, inserendo nelle pagine delle domande a risposta multipla.
iBooks Author genera automaticamente l'indice dei capitoli ed è possibile aggiungere un glossario dei termini, oltre ad un filmato introduttivo che apparirà all'apertura del libro. La copertina è, anch'essa, largamente personalizzabile.
L'applicazione è inoltre in grado di importare automaticamente documenti di testo creati con Pages o Word.

## Accessibilità
iBooks Author include numerose funzionalità per il supporto dell'Accessibilità: gli elementi generati automaticamente, come indici, glossari e widget sono già compatibili con la tecnologia Utility VoiceOver, mentre è possibile specificare una descrizione per i testi e le immagini aggiunte.

## Output
iBooks Author genera e-book nel formato proprietario di Apple, che, nonostante le sue somiglianze con lo standard EPUB, implementa tag XML differenti, oltre ad estensioni non documentate del linguaggio CSS.